# Rubbes
Rubbes (Deurne, 6 juni 1929 – Antwerpen, 6 januari 2014) was een Vlaams reclameschilder. Rubbes is het pseudoniem voor Andries (André) Dolezal. Zijn bijnaam is een verbastering van de naam van de Antwerpse schilder Peter Paul Rubens.

## Biografie
Rubbes was een etalageschilder die vooral in Antwerpen werkzaam was. Vooral rond de eindejaarsperiode schilderde hij traditiegetrouw alle winkeletalages vol met kerst- en nieuwjaarsversieringen. Zijn bekendheid nam toe dankzij optredens in de tv-programma's Echo en Terloops. Met zijn witte schildersoverall, bril, zwarte deukhoed en onafscheidelijke sigaar werd Rubbes een zeer herkenbaar figuur in Antwerpen. Alhoewel hij een bekend Antwerps figuur was woonde hij een groot deel van zijn leven in Brasschaat, tot twee jaar voor zijn dood.

## Overlijden
Hij overleed in 2014 in het rust- en verzorgingstehuis De Eeckhof aan de Oever in Antwerpen.

## In populaire cultuur
- In het De Kiekeboes-album Prettige feestdagen is hij in strook 54-55 te zien terwijl hij een uitstalraam beschildert.[1]
- Er werd door het Antwerpse poppentheater "Poesje van St. Andries" ooit een poppenkastpop van hem gemaakt.
- In de stripreeks "Met de Neus en Co op stap" door Hug en Pisché speelde Rubbes in de albums "De putsch van de Poesje" en "Brabo's broek" (beide uit 1987) een belangrijke rol. Hij treedt er op als adviseur van toenmalig Antwerps burgemeester Bob Cools.